# 魔多
魔多（英語：Mordor）在托爾金魔幻小說中的中土世界中是黑暗魔君索倫的領地，位於中土世界的東南部、安都因河（Anduin）以東。佛羅多和山姆·詹吉要前往魔多摧毀魔戒。魔多的地形非常獨特，有三個巨大延綿的山脈從南、西、北包圍著魔多。這些山脈可以防止人們從這些方向入侵，也可以阻止魔多內的人逃出。

## 地理位置

魔多的位置以MORDOR標示

魔多以三座山脈為防線，分別為：北面的伊瑞德力蘇（Ered Lithui）、西面的伊菲爾杜斯（Ephel Dúath）以及南面的一個不知名（或許是伊菲爾杜斯的一部分）山脈。在魔多的西北，烏頓（Udûn）的深谷有衛閘和防禦塔，這是軍隊唯一的出入口，索倫在該處興建黑門，其後，剛鐸也在這裡興建了兩座巨塔。這兩座塔在最後聯盟和索倫回歸的這段時間內被用作監視魔多。在黑門之前曾經發生過著名的達哥拉之戰（Battle of Dagorlad）。
在黑門之內，索倫的主要要塞是巴拉多（Barad-dûr），位於伊瑞德力蘇的山麓。巴拉多的西南是葛哥洛斯平原（the Plateau of Gorgoroth）。力斯拉德平原（Lithlad），以東便是作為煉冶場的末日火山（Mount Doom）。
另有一條羊腸小道穿越伊菲爾杜斯及米那斯魔窟（Minas Morgul），這裡被巨型蜘蛛屍羅（Shelob）及西力斯昂哥（Cirith Ungol）要塞守備住，外人極難從這裡通過。另一要塞德桑城堡（Durthang）則位於伊菲爾杜斯北部。
而魔多南部的諾恩（Núrn），土地比較肥沃，並形成了諾南內海（Núrnen），這裡比較肥沃是因為風把末日火山的火山灰吹到這裡，使這裡的土壤養分豐富，可以耕作。可惜內陸海諾南的海水是鹹水，而不是淡水。
魔多以西是伊西力安（Ithilien），這裡包括有奧斯吉力亞斯（Osgiliath）及安都因河。東北是盧恩（Rhûn），東南為侃德（Khand），西北是死亡沼澤（Dead Marshes）。
佛羅多和山姆在魔多的行程可見於《魔戒三部曲》，有一處崍谷名為摩蓋（Morgai），位於西面山下的邊緣（outer marges [...] under the westward mountains），被描述為瀕死之地（dying land [but] not yet dead），而魔多僅有的植被為矮樹、灰而粗糙的草叢、枯萎的苔草、雜亂的刺藤以及荊棘灌木叢。這些植物只生長在峽谷近水的高處。佛羅多和山姆曾隱藏在長刺的荊棘叢下，當佛羅多和山姆跌進荊棘叢時，山姆說那些刺長如一條腳。至於這裡的動物則有蛆蟲、蚊及紅眼的蒼蠅。

## 結構
魔多是被魔苟斯（Morgoth）嚴重破壞後的殘骸，表面岩石也是巨大的火山熔岩，在索倫來到此地之前，由於這裡的末日火山熔岩，這裡已被命名為魔多。在索倫之前，只有屍羅（出现在《王者归来》中的大蜘蛛）居住於魔多。

## 歷史

### 早期歷史
在第一紀元結束後的一千年，索倫來到魔多。在第二及第三紀元，這裡成為索倫邪惡意圖的根據地。自從索倫在末日火山鑄造魔戒及建立巴拉多要塞後，索倫已被稱為魔多的黑暗魔君。
索倫統治魔多長達2500年，鑄造魔戒後，索倫從魔多發兵攻擊精靈統治下的伊瑞詹（Eregion），但卻被努曼諾爾（Númenor）的君王擊敗。千年以後，索倫再次挑戰努曼諾爾，被努曼諾爾人俘虜並被他們帶到努曼諾爾的國度。在努曼諾爾崩潰後，索倫的靈魂回歸魔多並繼續他的統治。

### 第三紀元
索倫對抗人類及精靈失敗後，索倫的統治再次中斷，人類及精靈收復失去的領土。在數年的圍攻下，精靈及人類最後同盟（the Last Alliance of Elves and Men）攻入魔多，在末日火山山坡上的最終戰役，索倫遭到挫敗。此後的一千年，魔多被剛鐸戌衛著，防止邪惡勢力入侵。
在剛鐸塔爾-泰勒那（Telemnar）統治期間，剛鐸發生大瘟疫（Great Plague），防禦魔多的軍隊被抽調回剛鐸。魔多防禦中空，使魔多再次被邪惡入侵。米那斯伊希爾（Minas Ithil）被九戒靈（Ringwraith）征服。魔多內的防禦工事落入索倫手中，成為防衛魔多的軍事設施。自索倫在多爾哥多（Dol Guldur）失敗後，他再次重返魔多。自此，魔多極佳的防禦使第三紀元時的軍隊未進入侵魔多。在魔戒聖戰期間，魔多北部都有強大的駐軍和防禦要塞，而內陸海諾南附近的廣大地區則作為奴隸活動的地方，供給軍需品予軍隊。

### 魔戒聖戰

魔多半獸人的血紅眼標誌。

魔戒聖戰期間，索倫集結所有軍隊於魔多。帕蘭諾平原戰役（Battle of the Pelennor Fields）後，西方軍隊向黑門集結，索倫派遣軍隊迎擊，但卻被佛羅多摧毀魔戒，索倫徹底敗亡了。索倫的軍事設施被摧毀，巴拉多塔及黑門倒塌，末日火山爆發。
索倫失敗後，半獸人逃亡或被殺，早前為魔多軍隊提供食糧的奴隸得到解放。

## 創作及命名
魔多這名字有兩個意思，在辛達林語（Sindarin）中解作黑色土地，昆雅語（Quenya）中則解作亡靈之地。Mordor（魔多）中的Mor（黑暗）字，也可見於摩瑞亞（Moria），而dor字可見於剛鐸（Gondor）、伊利雅德 （Eriador）、多瑞亞斯（Doriath）。昆雅語中的亡靈是mordo。
魔多這名字也可追溯到古英語 morðor，解作「死罪」或「殺害」。在托爾金的小說，以相關意思的多種語言命名並非罕見，有托爾金自創的，也有現實的歷史語言。托爾金是盎格鲁撒克遜語專家，所以字根與盎格鲁撒克遜語相似。魔多亦可在北歐神話中找到，解作罪民之地，與托爾金中的魔多相似。有趣的是，Mordor譯作中文是魔多，字面上的解釋是妖魔眾多。
在《中土大陸地圖集》（The Atlas of Middle-earth）一書中，凱倫·韋恩·方斯坦（Karen Wynn Fonstad）假定魔多、侃德（Khand）及諾恩（Núrn）曾經是赫爾卡內海（Sea of Helcar），而內陸海諾南（Sea of Núrnen）及內陸海盧恩（Sea of Rhûn）則是赫爾卡內海殘留下來的部分。《中土世界的人民》（The Peoples of Middle-earth）一書中說明了內陸海盧恩和魔多已存在於第一世紀。
托爾金曾說魔多在目前地球上的位置大約是在巴爾幹半島:181。

## 影響
冥衛一北部的一個黑暗區域被非正式地稱為「魔多」。
2015年8月，烏克蘭總統彼得·波罗申科宣稱「新俄羅斯」就像魔多。
在2022年俄羅斯入侵烏克蘭後，烏克蘭國防部長阿列克謝·列茲尼科夫於2022年3月24日的演說中表示「抵抗魔多的猛攻是唯一出路」。一些烏克蘭人也稱呼俄羅斯為魔多。